# Cherré (Maine-et-Loire)
Cherré korábbi község Franciaország Loire mente régiójában, Maine-et-Loire megyében. 2016. december 15-én hat másik korábbi községgel egyesült és Les Hauts-d’Anjou új község része lett.
Lakosainak száma 563 fő (2018. január 1.). Cherré Champigné, Châteauneuf-sur-Sarthe, Contigné, Juvardeil, Marigné és Sœurdres községekkel határos.

## Népesség
A település népességének változása:
| Lakosok száma | 452  | 407  | 393  | 378  | 397  | 454  | 539  | 537  | 560  | 563  |
|               | 1968 | 1975 | 1982 | 1990 | 1999 | 2006 | 2011 | 2013 | 2017 | 2018 |